# Tripelta dubia
Tripelta dubia è un pesce osseo estinto, appartenente ai perleidiformi. Visse nel Triassico inferiore (circa 250 - 248 milioni di anni fa) e i suoi resti fossili sono stati ritrovati in Australia.

## Descrizione
Questo pesce era di piccole dimensioni, e solitamente non superava i 6 centimetri di lunghezza. Possedeva un corpo abbastanza snello, con una testa allungata e un muso appuntito. La pinna dorsale era situata in posizione molto arretrata, vicino alla pinna caudale e pressoché opposta alla pinna anale, quest'ultima di dimensioni maggiori. Le scaglie erano rettangolari o romboidali, ed erano ricoperte da uno spesso strato di ganoina; la fila di scaglie lungo i fianchi era formata da scaglie particolarmente alte. 

## Classificazione
I primi fossili di questo animale vennero ritrovati nel giacimento di Gosford, in Nuovo Galles del Sud (Australia), e vennero descritti nel 1890 da Arthur Smith Woodward; lo studioso attribuì questi fossili a una nuova specie del genere Peltopleurus (P. dubius), un genere altrimenti noto per esemplari provenienti dall'Europa. Nuovi studi riguardanti principalmente il tipo di scaglie di questa specie compiuti da Wade nel 1939 e nel 1940 hanno determinato che questa specie era da attribuire a un nuovo genere, Tripelta. Questo genere, con tutta probabilità, era un membro dei perleidiformi, un variegato gruppo di pesci ossei tipici del Triassico. 

## Paleoecologia
Probabilmente Tripelta si nutriva di crostacei e di altri piccoli animali.